# ریچارد استولزمن
ریچارد استولزمن (Richard Leslie Stoltzman) (زاده ۱۲ ژوئیه ۱۹۴۲) سولیست کلارینت در موسیقی کلاسیک و جز است.

## زندگی‌نامه
ریچارد استولزمن در اوما، نبراسکا زاده شد. وی پس از پایان دبیرستان تحصیلات خود را در دو رشته ریاضی و موسیقی دانشگاه اوهایو ادامه داد. سپس در رشته موسیقی از دانشگاه یاله فوق لیسانس گرفت. برای گرفتن مدرک دکترا به دانشگاه کلمبیا رفت. استولزمن اولین نوازنده بادی بود که موفق به کسب جایزه آوری فیشر شد. برنامه ای که با مشارکت استولزمن اجرا شد برنده جایزه منتقدین و تماشاگران شد، همچنین جایزه امی در بخش اجرای هنر بین‌الملل را نصیب خود کرد.